# Graham Oppy
Graham Robert Oppy (6 de octubre de 1960, Benalla) es un filósofo australiano, cuya principal área de investigación es la filosofía de la religión. Oppy es considerado por filósofos como William Lane Craig y Edward Feser como el defensor más formidable del ateísmo de hoy en día.
Actualmente ocupa los cargos de Profesor de Filosofía y Decano Asociado de Investigación de la Universidad de Monash. Paralelamente, sirve como Editor Asociado de la Australasian Journal of Philosophy, y es miembro del consejo editorial de Philo, Philosopher's Compass, Religious Studies, y Sophia.

## Historia
Nació en Benalla al interior de una familia metodista, pero dejó de ser un creyente cuando era un adolescente. Su familia se mudó a Ballarat en 1965 y tuvo su educación secundaria en el Wesley College, Melbourne. Estudió en la Universidad de Melbourne de 1979, donde completó dos grados, una licenciatura en filosofía y una en matemáticas. En 1987 comenzó estudios de postgrado en la Universidad de Princeton bajo la supervisión de Gilbert Harman sobre las cuestiones de la filosofía del lenguaje.
Fue profesor en la Universidad de Wollongong entre 1990 y 1992 y, después de hacer un post-doctorado en la Universidad Nacional de Australia, llegó a Monash como profesor titular, y fue ascendido a profesor en 2005. Actualmente es Decano Asociado de Investigación (desde 2004) y Decano Asociado de Estudios Graduados de la Facultad de Artes de la Universidad de Monash.

## Libros
Graham Oppy cuenta con una ingente obra literaria a sus espaldas, ya sea en solitario o con la compañía de otras importantes figuras dentro de las discusiones y debates propios de la filosofía de la religión. Algunas de estas obras son:
- Koterski, J. W., & Oppy, G. (Eds.). (2019). Theism and Atheism. Opposing Arguments in Philosophy. Farmington Hills: Macmillan Reference USA.
- Oppy, G. (2006). Arguing about gods. Cambridge: Cambridge University Press.
- Oppy, G. (2006). Philosophical Perspectives on Infinity. Cambridge: Cambridge University Press.
- Oppy, G. (2007). Ontological Arguments and Belief in God. New York: Cambridge University Press.
- Oppy, G. (2013). The best argument against God. Basingstoke: Palgrave Pivot.
- Oppy, G. (2014). Describing gods. An investigation of divine attributes. Cambridge: Cambridge University Press.
- Oppy, G. (2014). Reinventing Philosophy of Religion. An Opinionated Introduction. Basingstoke: Palgrave Pivot.
- Oppy, G. (Ed.). (2015). The Routledge Handbook of Contemporary Philosophy of Religion. London and New York: Routledge.
- Oppy, G. (2018). Atheism and Agnosticism. Cambridge: Cambridge University Press.
- Oppy, G. (2018). Naturalism and Religion. A Contemporary Philosophical Investigation. London and New York: Routledge.
- Oppy, G. (Ed.). (2018). Ontological Arguments. London and New York: Routledge.
- Oppy, G. (Ed.). (2019). A Companion to Atheism and Philosophy. Hoboken: Wiley-Blackwell.
- Oppy, G. (2019). Atheism. The Basics. London and New York: Routledge.
- Oppy, G., & Pearce, K. L. (2022). Is There a God? A Debate. London and New York: Routledge.
- Oppy, G., & Trakakis, N. N. (Eds.). (2014). Ancient Philosophy of Religion. The History of Western Philosophy of Religion, Volume 1. London and New York: Routledge.
- Oppy, G., & Trakakis, N. N. (Eds.). (2014). Early Modern Philosophy of Religion. The History of Western Philosophy of Religion, Volume 3. London and New York: Routledge.
- Oppy, G., & Trakakis, N. N. (Eds.). (2014). History of Philosophy in Australia and New Zealand. Dordrecht: Springer.
- Oppy, G., & Trakakis, N. N. (Eds.). (2014). Medieval Philosophy of Religion. The History of Western Philosophy of Religion, Volume 2. London and New York: Routledge.
- Oppy, G., & Trakakis, N. N. (Eds.). (2014). Nineteenth-Century Philosophy of Religion. The History of Western Philosophy of Religion, Volume 4. London and New York: Routledge.
- Oppy, G., & Trakakis, N. N. (Eds.). (2014). Twentieth-Century Philosophy of Religion. The History of Western Philosophy of Religion, Volume 5. London and New York: Routledge.
- Oppy, G., & Trakakis, N. N. (Eds.). (2018). Interreligious Philosophical Dialogues. Volume 1. London and New York: Routledge.
- Oppy, G., & Trakakis, N. N. (Eds.). (2018). Interreligious Philosophical Dialogues. Volume 2. London and New York: Routledge.
- Oppy, G., & Trakakis, N. N. (Eds.). (2018). Interreligious Philosophical Dialogues. Volume 3. London and New York: Routledge.
- Oppy, G., & Trakakis, N. N. (Eds.). (2018). Interreligious Philosophical Dialogues. Volume 4. London and New York: Routledge.
- Oppy, G., Trakakis, N. N., Burns, L., Gardner, S., & Leigh, F. (Eds.). (2011). The Antipodean Philosopher. Volume 1: Public Lectures on Philosophy in Australia and New Zealand. Lanham: Lexington Books.
- Oppy, G., Trakakis, N. N., Burns, L., Gardner, S., & Leigh, F. (Eds.). (2014). A Companion to Philosophy in Australia and New Zealand (Second ed.). Melbourne: Monash University Publishing.